# Demetris Nichols
Pour les articles homonymes, voir Nichols.
Demetris Nichols, né le 4 septembre 1984 à Boston au Massachusetts, est un joueur professionnel américain de basket-ball évoluant aux postes d'ailier et d'ailier fort.

## Biographie
Membre de l'Orange de Syracuse, Nichols est pris au deuxième tour (53e choix) par les Trail Blazers de Portland lors de la draft 2007 de la NBA, mais est immédiatement envoyé dans un échange aux Knicks de New York.
Avant la saison, les Knicks tentent de le transférer en Europe, et particulièrement en Italie. Le 25 octobre, il est libéré par son club, et rejoint quatre jours plus tard les Cavaliers de Cleveland en qualité de 15e joueur. Assis sur le banc en début de saison, il fait ses débuts en NBA le 28 novembre. Transféré aux Bulls de Chicago puis à l'Energy de l'Iowa, il revient à Chicago et dispute son premier match le 23 janvier 2008. Peu utilisé, il signe à New York le 6 mars 2009.
Le 3 décembre, il arrive en France pour remplacer Curtis Sumpter à Gravelines Dunkerque.
Il effectue la pré-saison 2010-2011 de NBA avec le Jazz de l'Utah mais il n'est finalement pas conservé.
Le 26 novembre 2010, il signe à la JA Vichy en remplacement une nouvelle fois de Curtis Sumpter.
Le 26 septembre 2011, il est engagé par Cholet Basket en tant que pigiste médical de Robert Hite et est finalement conservé jusqu'à la fin de saison au retour de Hite, début novembre.
En août 2014, Nichols fait un essai de deux semaines au CSKA Moscou et est conservé. Avec le CSKA, il remport la VTB United League à deux reprises et remporte l'Euroligue lors de la saison 2015-2016. Après deux saisons, il quitte le club russe le 16 juin 2016. En septembre 2016, Nichols rejoint le Panathinaïkos où il signe un contrat d'un an. En juillet 2017, il signe un contrat d'un an avec le KK Cedevita, un club croate.